# 琵琶湖線
琵琶湖線（日语：／ Biwako sen */?）是日本西日本旅客鐵道（JR西日本）所屬的東海道本線與北陸本線兩條鐵路線之部分路段的列车服务的名称，其範圍包含滋賀縣米原市的米原至京都府京都市下京區的京都間之東海道本線，與米原至滋賀縣長濱市的長濱間之北陸本線。

## 概要
它是 JR 西日本京阪神地区都市网络的一部分。 它沿着琵琶湖东岸运行，是滋贺县的主要线路，将滋贺县湖东和湖南地区的各个城市与京都连接起来。人们经常利用这条线路进行去往大阪和京都方向的通勤和通学，因此沿线靠近京都和大阪的地区，如大津市和草津市，已发展成为睡城（bedtown）。许多列车直通进入 JR京都线和 JR神户线，交路最长的列车主要是新快速列车，有设定从长滨站继续向北开往敦贺站的班次（福井县敦贺市）。
该线路还与山科站和石山站之间的京阪京津线和石山坂本线（大津线）以及近江八幡站和米原站之间的近江铁道本线和八日市线并行，但这两条线路主要用于地方交通，由于票价、路线、速度、站间距离和运营次数相差太多，因此不具备私营铁路的竞争力。
线路颜色为蓝色（■），与 JR京都线和 JR神户线一样，使用了 JR 西日本的企业颜色。 线路标志为，但在山科站和京都站之间，这个区间有湖西线的列车进入运行，因此也会重复使用湖西线的记号 。
JR西日本原來是把米原至大阪間的暱稱定為JR京都線，由於滋賀縣的縣議會強烈希望能有個反映地方色彩的名稱，1988年2月5日米原至京都間定為「琵琶湖線」，1988年3月13日時刻表改正後開始使用。另外，同區間於國鐵時代俗稱為「湖東線」。1991年9月14日北陸本線田村至長濱間由交流供電變更為直流供電，同線的米原至長濱間亦加進琵琶湖線。2006年10月21日同線的長濱至敦賀間亦變更為直流供電，但這區間沒有加進琵琶湖線。
在这一区间，给乘客提供的指示一般都为 "琵琶湖线"，而 "东海道（本线）"基本上从未使用过（不过，在车站提供的票价表和一些线路图上，"东海道线 "被写在括号中）。从米原到长滨，开往敦贺的列车有时被称为 "北陆本线 "或 "北陆线"列车，而不是 "琵琶湖线"（因为只有到长滨的路段被成为琵琶湖线）。 此外，由于湖西线的列车也在山科站和京都站之间运行，因此只有开往草津和米原的列车在山科站被称为 "琵琶湖线"，而开往京都和大阪的列车则被称为 "JR 京都线"，这是用列车将进行直通的线路的名称而表示。
全區間由JR西日本近畿統括本部管轄，根據旅客營業規則是列為大都市近郊區間的「大阪近郊區間」，可以使用IC儲值車票。

### 路線資料
- 管轄（事業類別）：西日本旅客鐵道（第一種鐵道事業者）、日本貨物鐵道（第二種鐵道事業者）
- 路線距離（營業距離）：長濱－京都 75.4公里
- 軌距：1067毫米
- 站數：23個（包括起終點站）
- 複線路段：
  - 四線鐵路：草津－京都
  - 複線鐵路：長濱－草津
- 電氣化路段：全線電氣化（直流1500V）
- 閉塞方式：複線自動閉塞式
- 保安裝置：ATS-P（據點P方式）與ATS-SW
- 運轉指令所（日语：運転指令所）：大阪綜合指令所（日语：大阪総合指令所）
- 列車運行管理系統（日语：列車運行管理システム）：JR京都·神戶線運行管理系統（日语：アーバンネットワーク運行管理システム）（SUNTRAS）
- 最高速度：
  - 長濱－米原：120公里/小時
  - 米原－京都：130公里/小時
- IC卡乘车区间
  - ICOCA区域：全线（全线可用PiTaPa后付费服务）

## 運行形態
| 種別＼車站名          | …         | 長浜    | 長浜    | …       | 米原    | 米原    | …       | 野洲    | 野洲    | …       | 草津    | 草津    | …       | 山科    | 山科 | 京都 | 京都 | …         |
| --------------------- | --------- | ------- | ------- | ------- | ------- | ------- | ------- | ------- | ------- | ------- | ------- | ------- | ------- | ------- | ---- | ---- | ---- | --------- |
| 新快速                | 北陸本線← | 1班     | 1班     | 1班     | 1班     | 1班     | 1班     | 1班     | 1班     | 1班     | 1班     | 1班     | 1班     | 1班     | 1班  | 1班  | 1班  | →JR京都線 |
| 新快速                |           |         |         |         |         |         |         | 1班     |         |         |         |         |         |         |      |      |      | →JR京都線 |
| 新快速                |           |         |         |         |         |         |         |         |         |         | 1班     |         |         |         |      |      |      | →JR京都線 |
| 新快速                | 湖西線←   | 湖西線← | 湖西線← | 湖西線← | 湖西線← | 湖西線← | 湖西線← | 湖西線← | 湖西線← | 湖西線← | 湖西線← | 湖西線← | 湖西線← | 湖西線← | 1班  | 1班  |      | →JR京都線 |
| 普通 （京都線内快速） |           |         |         |         |         | 2班     | 2班     | 2班     | 2班     | 2班     | 2班     | 2班     | 2班     | 2班     | 2班  | 2班  | 2班  | →JR京都線 |
| 普通 （京都線内快速） |           |         |         |         |         |         |         | 2班     |         |         |         |         |         |         |      |      |      | →JR京都線 |
| 普通                  | 湖西線←   | 湖西線← | 湖西線← | 湖西線← | 湖西線← | 湖西線← | 湖西線← | 湖西線← | 湖西線← | 湖西線← | 湖西線← | 湖西線← | 湖西線← | 湖西線← | 3班  | 3班  |      |           |

该线的时刻表，基本上與京都站 - 大阪站 - 姫路站間的JR京都線・JR神戶線和長濱站 - 近江鹽津站・敦賀站間的北陸本線的直流電區間的为一體。琵琶湖線内的列車種別分級為，部份車站不停站的新快速與全部車站都会停車的「普通」。以此2種別組成的時刻表，在白天时段以約15 - 30分的間隔運行。另外亦有需要另加特別收費的特急列車运行。

### 優等列車
大阪方向開往北陸方面的特急列車於山科站起進入湖西線，米原站開往名古屋方向的則和東海道新幹線並行，因此山科站 - 米原站間行走的優等列車相對JR京都線而言班數比較少。
在 2024 年 3 月 16 日修订的时刻表中，以下列车在米原站和山科站之间定期运行：特急"遥"，2个班次于野洲站发车开往关西空港站，一个班次于草津站 (滋贺县)发车开往关西机场 1 次；特急 "乐乐琵琶湖"号，有一个往返米原站的班次，以及一班自大阪发车前往草津的班次。不过，由于“乐乐琵琶湖”列车主要面向来自京都和大阪方向的通勤旅客，因此周末和节假日不运营。
特急列车“遥”在此段运行时，停车站与新快速的停车站相同，乐乐琵琶湖号在除能登川站以外的所有新快速停车站停靠，飞驒号在米原站、草津站和京都站停车。在山科站和京都站之间，这一路段还会有来往湖西线的列车，例如特急列车 "雷鸟"。在京都站和长浜站之间，列车"雷鸟"可能会在湖西线出现强风的时候绕行本线，通过本线的这一路段行驶，这种情况下该列车只会在米原站停车，在琵琶湖线内没有其他停车站。
- 寝台特急「Sunrise瀨戶」「Sunrise出雲」（東京站 - 高松站・出雲市站間） - 在琵琶湖線内沒有停車站。
- 特急「乐乐琵琶湖（らくラクびわこ）」（米原站・草津站 - 大阪站間）
- 特急「遙（はるか）」（米原站・草津站 - 關西空港站間）
- 特急「飛驒（ひだ）」（高山站 - 大阪站間）

### 新快速
新快速列车于 1970 年开始运行，提供京阪神（京都、大阪和神户）之间的快速运输，与其他铁路线竞争，目前的琵琶湖线路段的服务从第二年，即 1971 年开始运营。
列车经由琵琶湖线从北陆本线直达 JR 京都线和 JR 神户线。 在琵琶湖线上，从长滨站到彦根站之间，列车在每个车站都会停靠，而在彦根站到京都站之间，列车只在部分车站停车（彦根站、能登川站、近江八幡站、野洲站、守山站、草津站、南草津站、石山站、大津站和山科站）而快速运行。 来往于京都站和草津站之间的列车，根据车次的不同，有内侧线和外侧线运行之分，但在平日的早高峰时段，列车均在外侧线行驶，停靠京都站的 0 号或 6 号站台。
白天，琵琶湖线系统每小时有三班新快速运行（其中一班往返于野洲站，一班往返于草津站），部分线路的行车间隔较长。 这是因为京都站和山科站之间每小时四班的新快速列车中有一班会直通进入湖西线。 京都站-大阪站-姬路站之间以 JR 京都线和JR神户线直通运行。上行列车每 15 分钟一班，从京都站发车的时间为每小时的00、15、30 和 45 分。
所有列车均使用223系的1000番台和2000番台，以及225系的0番台和100番台列车（均配属于网干综合车辆所）以8节车厢或12节车厢编组运行。 自 2017 年 3 月 4 日（平日）修订时刻表以来，京都站至米原站之间的平日及周末/节假日列车几乎全部采用 12 节编组（除了平日上午从京都出发的一班列车和傍晚高峰时段从大阪出发的列车）。

### 普通
在琵琶湖线内，普通列车在每个车站都有列车停靠。 草津站和京都站之间运行的列车在内侧线运行。它们也不会与 JR宝塚线直通。
除部分早班车和深夜班车外，这些列车会直通JR 京都线和 JR 神户线运行，并且在 JR京都线和 JR神户线内，这些列车会成为高槻站-大阪站-西明石站之间的快速列车（从首班车到早高峰时段的班次，在京都站-长冈京站-高槻站-大阪站-西明石站之间都会快速运行，详见JR京都线与JR神户线词条中的运行形态。）。
在早高峰时段，有从米原站和野洲站发车的列车，还存在自安土站和草津线柘植站发车的列车。 白天时段每小时有四班列车（其中两班是京都站和野洲站之间的区间列车），以京都站为基准，上行列车每 15 分钟运行一次，于京都站的发车时间为每小时的 07、22、37 和 52 分。 早晚有列车往返于长滨站；在 2016 年 3 月 26 日时刻表修订之前，还有列车往返于JR东海管辖范围内的大垣站。
使用221系、223系（1000番台、2000番台 和 6000番台）和 225系（0番台 和 100番台）列车运行（均配属于网干综合车辆所），以 6、8、10 和 12 节车厢编组列车运行。 部分往返于京都站的列车为四节车厢编组列车，部分往返于长滨站和近江盐津站的列车在米原站进行编组的合并或解挂。 这些普通列车都没有女性专用车厢。
早晚还有直通草津线的列车，使用的是配属于吹田综合车辆所京都支所
的 221系列车。 由于与新快速列车的接驳换乘以及草津站的轨道线路布局，直通草津线的列车原则上在草津站和京都站之间的外侧线上运行。湖西线的新快速列车和普通列车也在山科站和京都站之间运行，该路段白天时段每小时有 11 班列车运行。

## 使用車輛

### 特急列車
電聯車
281系和271系：在2021年3月修订时刻表之前，作为米原站和关西机场站之间的特急 "遥"，在本线的米原站和京都站之间运行（但在2020年新的冠状病毒疫情之后停止了这段的运行）。 自时刻表修订后，该列车作为野洲站和关西机场站之间的特急"遥"在本线的野洲站和京都站之间运行（但自 2021 年 5 月 1 日起也部分停运）。
285系：作为特急 "日出濑户 "和 "日出出云 "在本线的米原站和京都站之间运行，其担当的是自东京站前往高松站以及出云市站之间的寝台特急，但在琵琶湖线（包括米原站和京都站）内不会停车。
681系・683系：在长滨站和米原站之间担当特急 "白鹭"的运行，在米原站和京都站之间担当特急"乐乐琵琶湖"运行。此外，只有在特急 "雷鸟"改道至琵琶湖线运行时，"雷鸟"号列车才在米原站和长滨站之间运行。
柴聯車
KIHA189系：担当特急「乐乐琵琶湖」的运行，在本线的京都站至草津站间運行。
HC85系：担当特急「飛驒」的运行，在本线的米原站 - 京都站間運行。

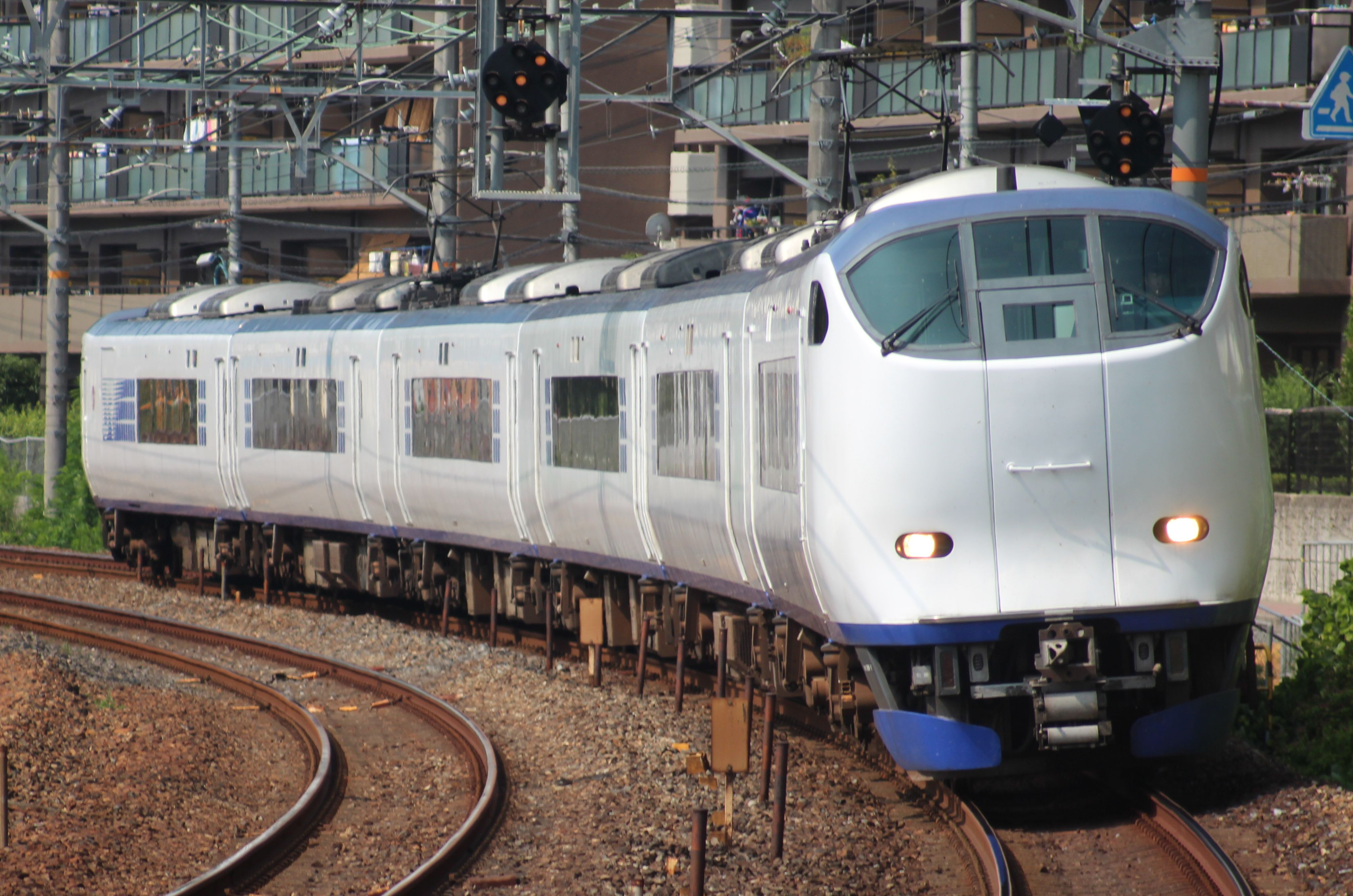
281系
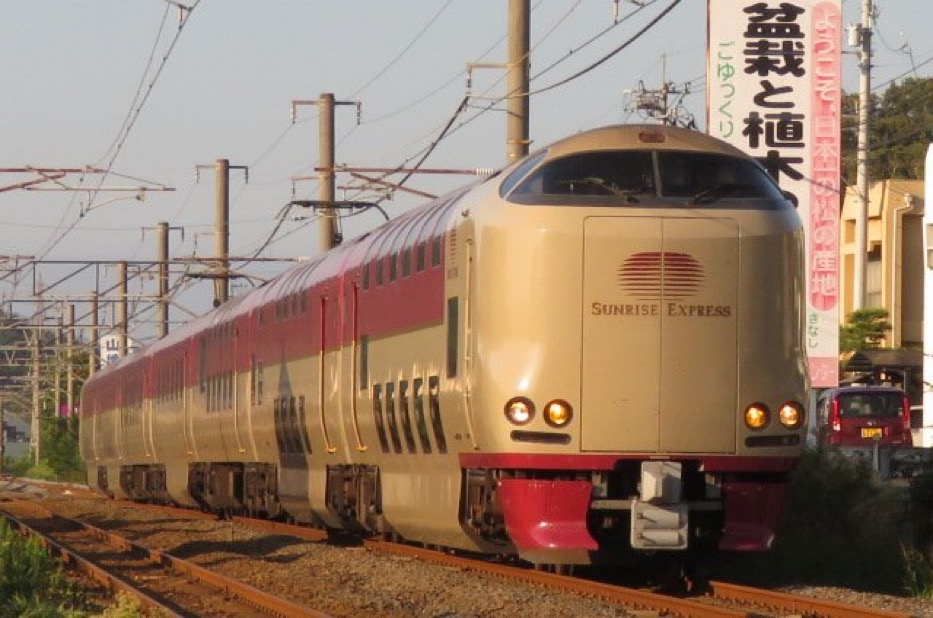
285系
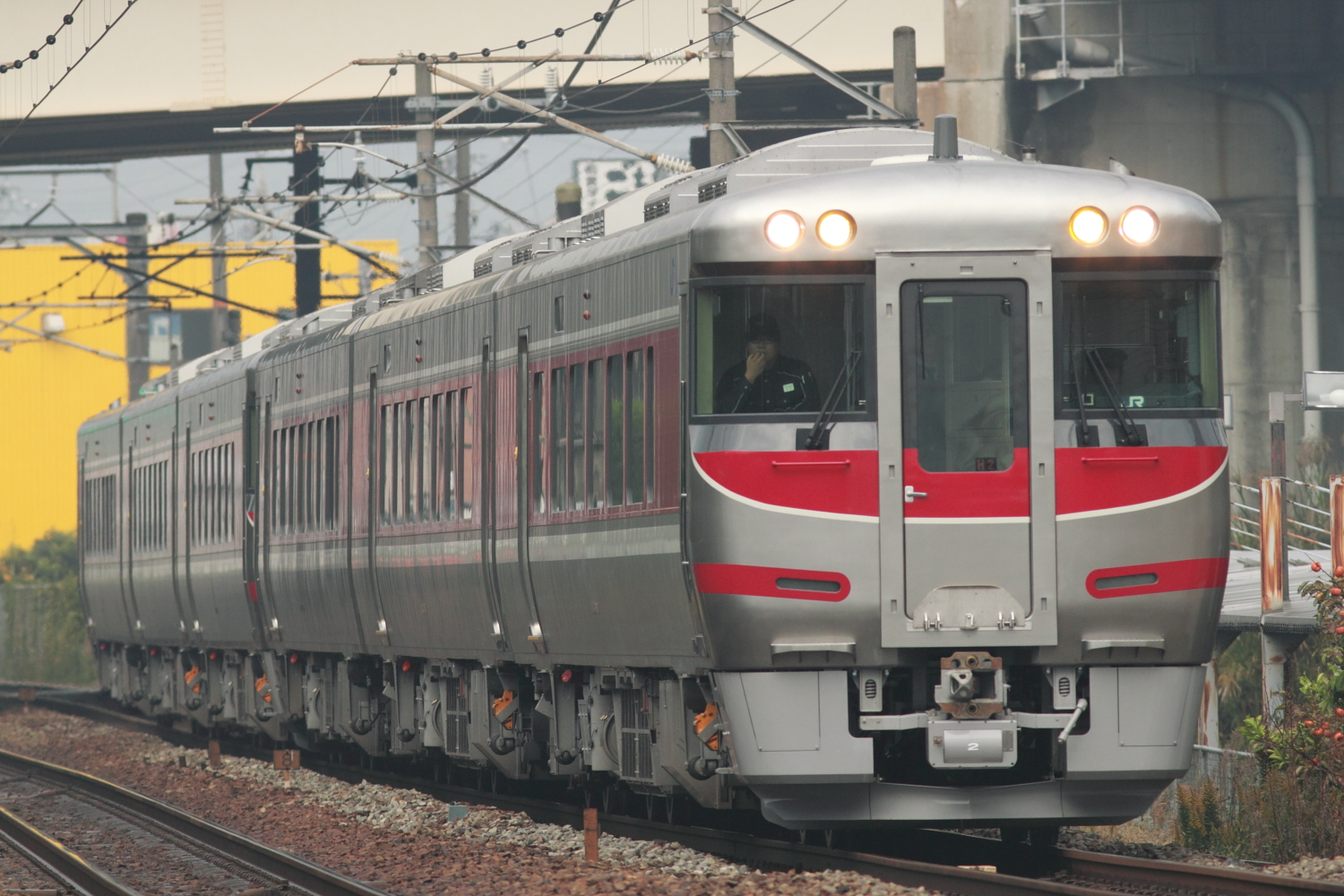
Kiha189系

### 普通・快速列車
現在、定期列車全部以電聯車運行。
- 225系（0番台）（网干综合车辆所）
  - 0 番台列车于 2010 年 12 月 1 日开始商业运营，100 番台列车稍作改动后于 2016 年 7 月 7 日开始商业运营，[14][15]用于新快速列车和普通列车（包括从中间站变为快速的列车）。

它们也用于直通湖西线和草津线的列车上；六节车厢编组在性能上与其他列车并无不同，但新快速列车采用八节车厢或八加四节车厢（即12节车厢编组）的运行方式，因此除紧急情况外，新快速列车不会使用它们，它们也不在湖西线和草津线上运行。
- 223系（1000・2000・6000番台）（網干總合車輛所）,（2500，6000番台）（吹田综合车辆所京都支所）
  - 1000 番台列车和 2000 番台列车用于新快速列车和普通列车（包括从中间站变为快速的列车）。六节车厢编组的列车性能与其他列车相同，但新快速列车采用八节车厢或八加四节车厢（即12节车厢）的运行方式，因此除紧急情况外，目前不用于新快速列车，也不在湖西线和草津线上运行。
  - 隶属于京都支所的 2500 番台车和 6000 番台车只用于直通湖西线运行的普通列车，而配属于网干综合车辆所的 6000 号车则不用于直达湖西线和草津线的列车[16]。
- 221系（网干综合车辆所，吹田综合车辆所京都支所）
  - 这些车辆用于普通列车（包括从中途站转为快速列车的列车）。
  - 只有京都分公司的车辆用于直通湖西线和草津线的列车运行。直通湖西线和草津线的列车不使用网干综合车辆所本所的车辆。
- 207系・321系（網干總合車輛所明石支所）
  - 平日上午还在京都站以西运营定期的普通列车（属于缓行线），从新三田站开往草津（2022 年 3 月 11 日前为西明石站开往草津站），各站停车。
- 521系（金泽综合车辆所）
  - 作为交直流两用列车，主要在敦贺站以北的线路上用于客运，也在本线的长滨站和米原站之间担当普通列车的运行，且只使用配备 ATS-P 的 E编成列车。

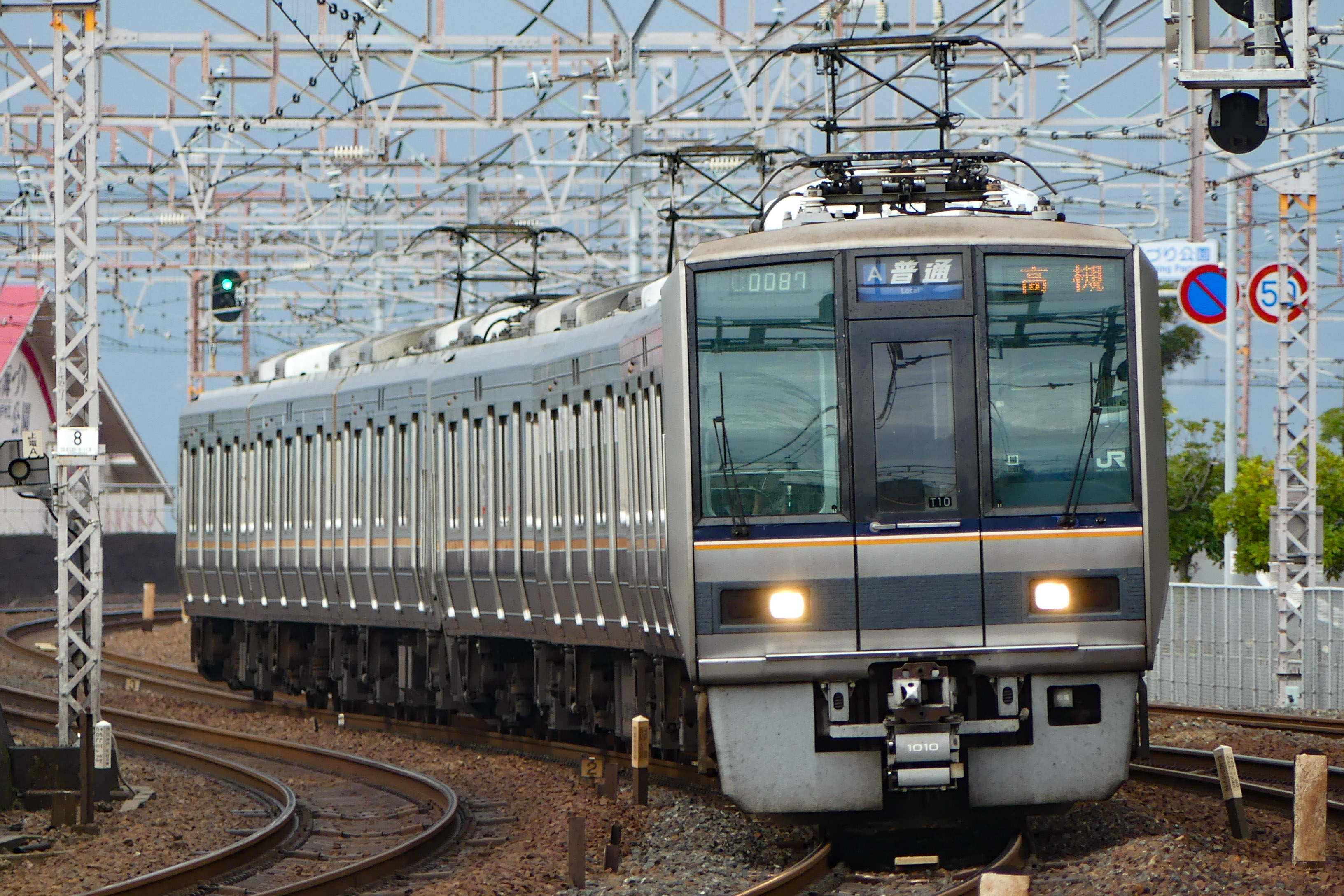
207系
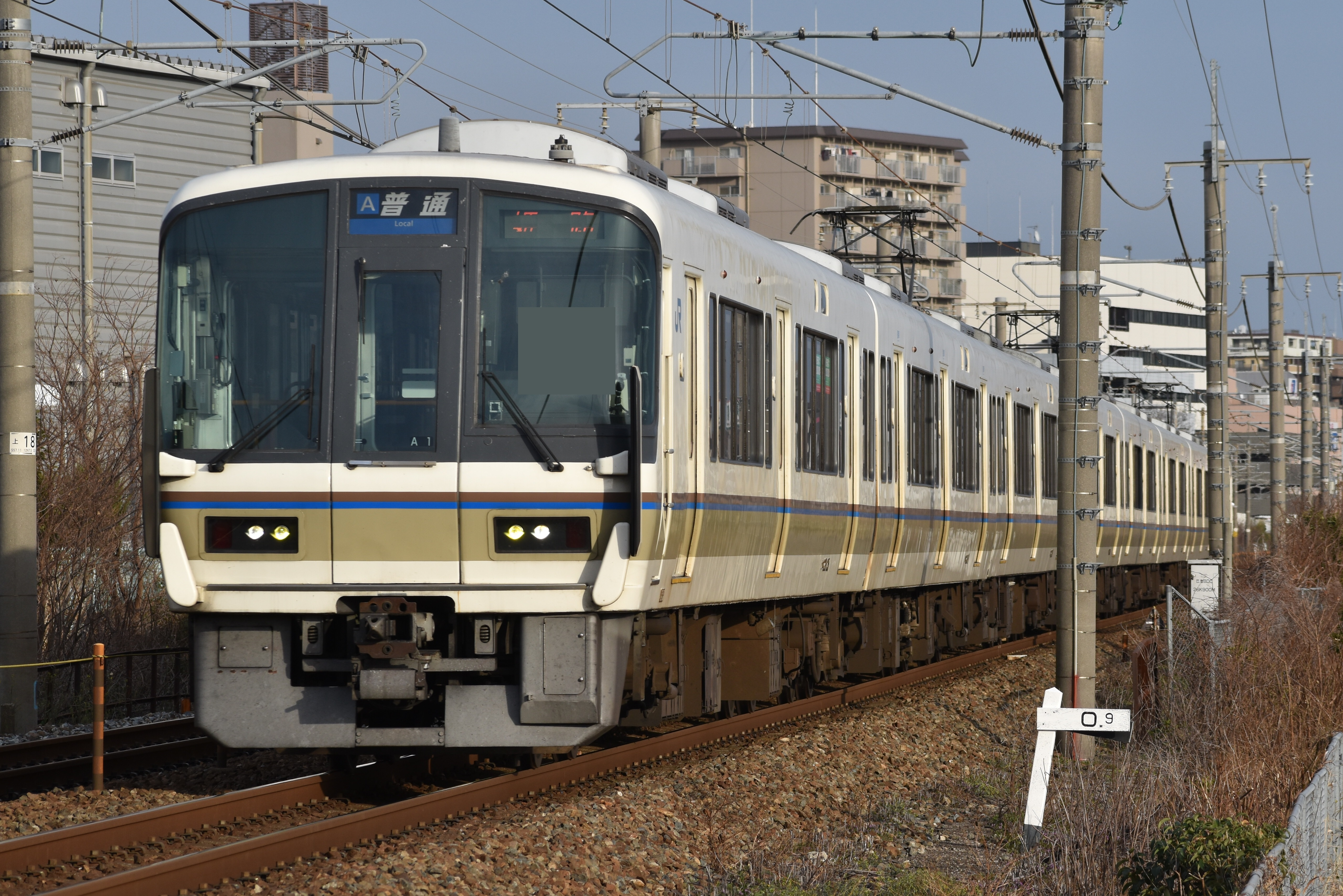
221系
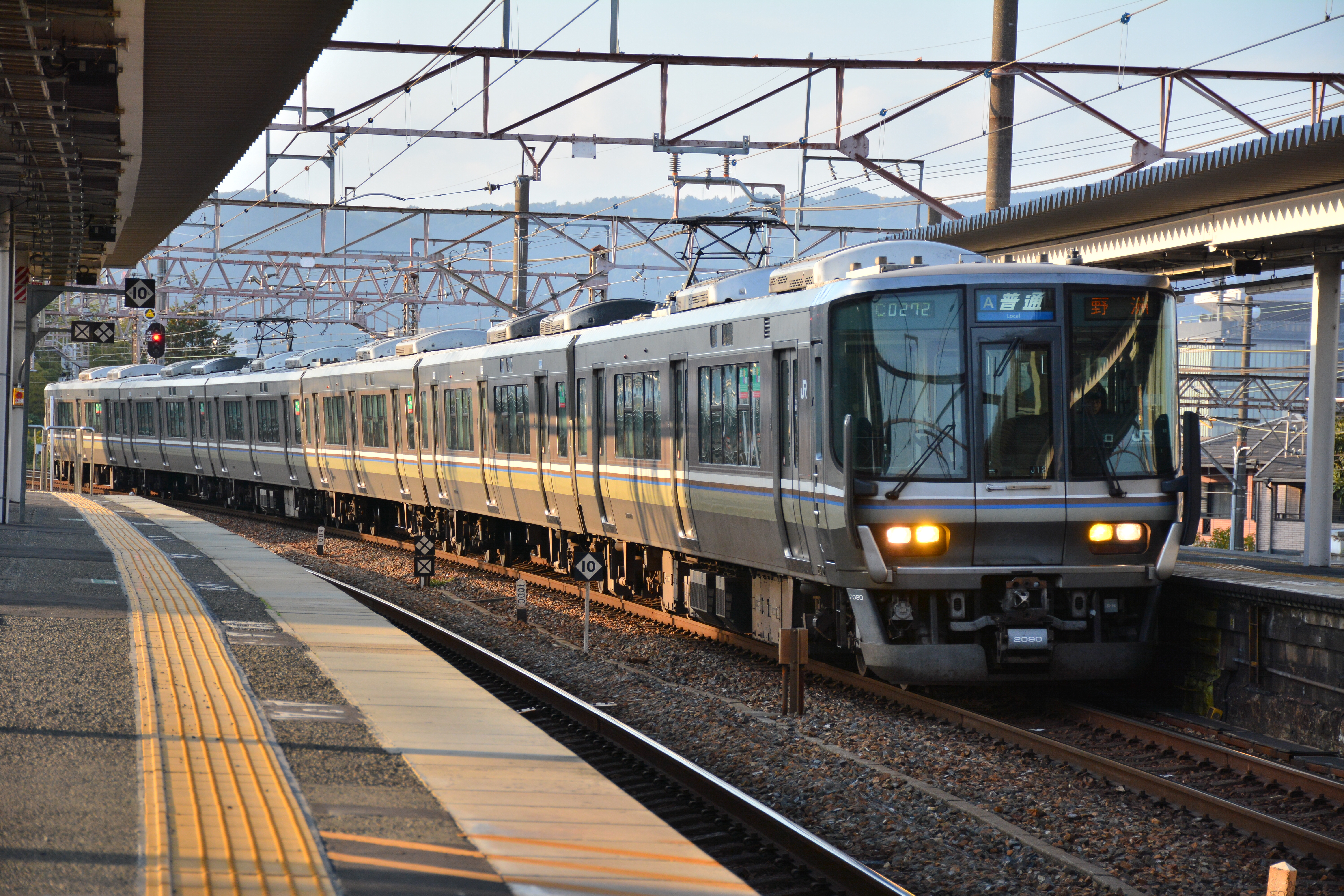
223系2000番台
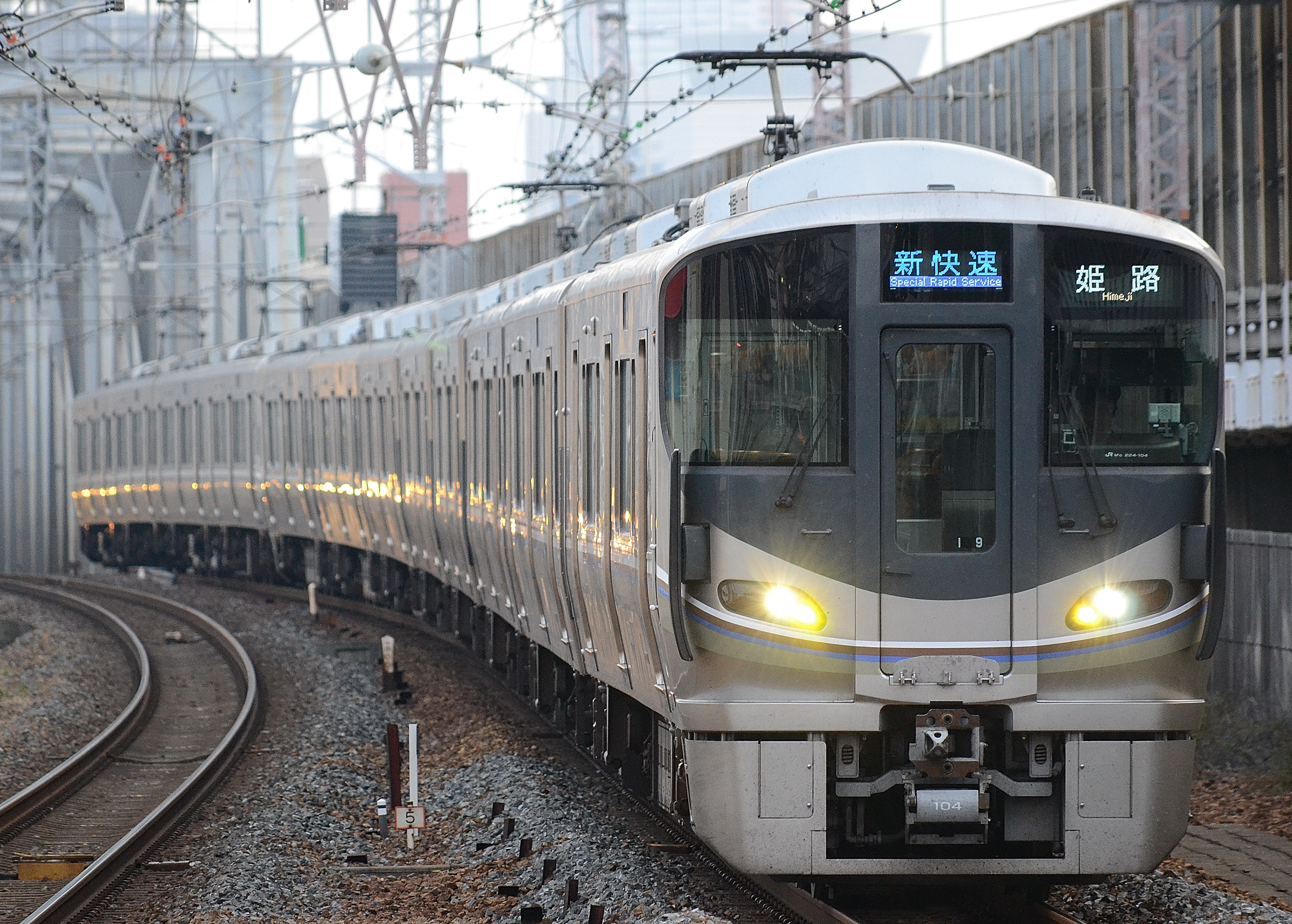
225系100番台
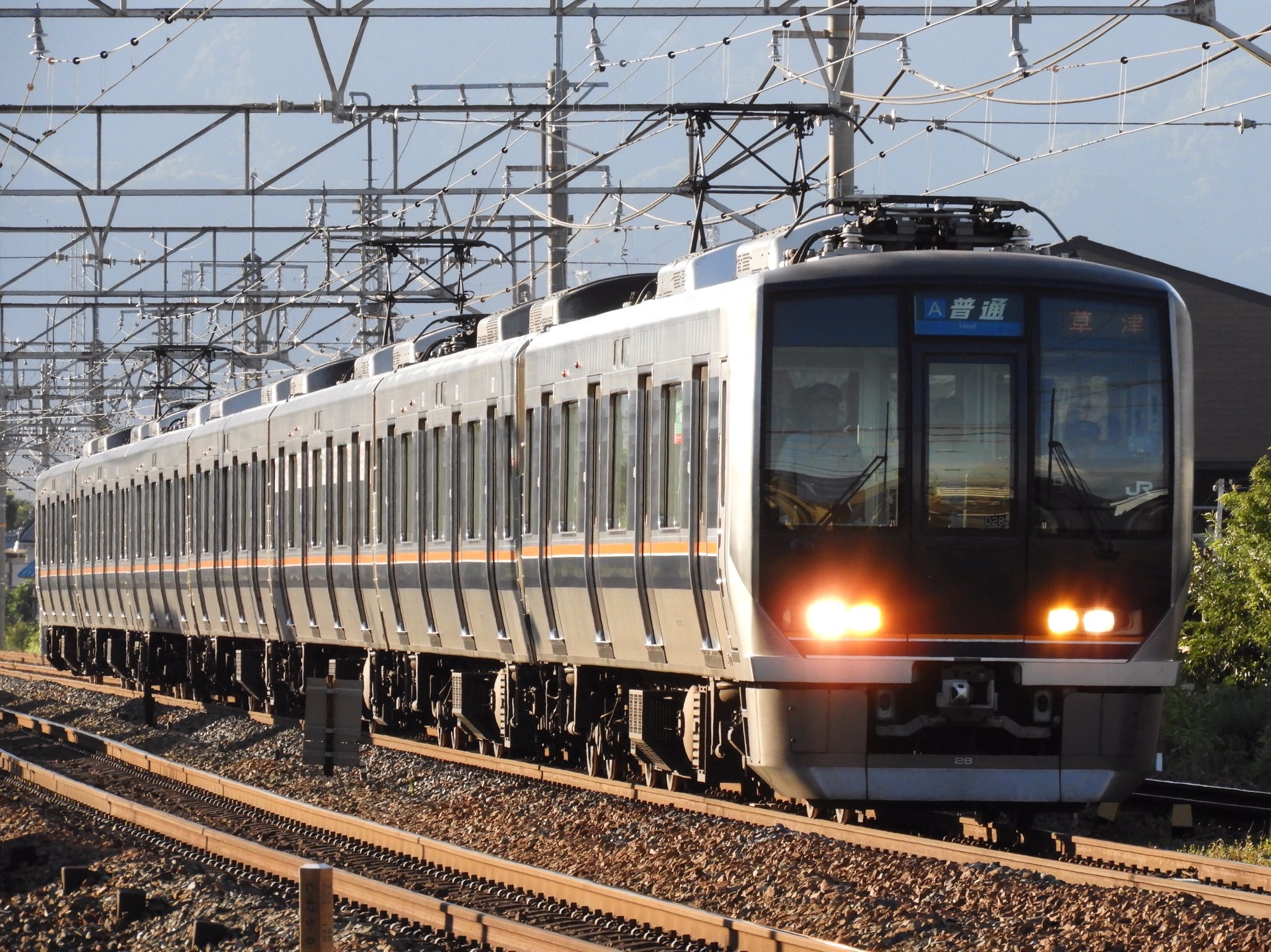
321系
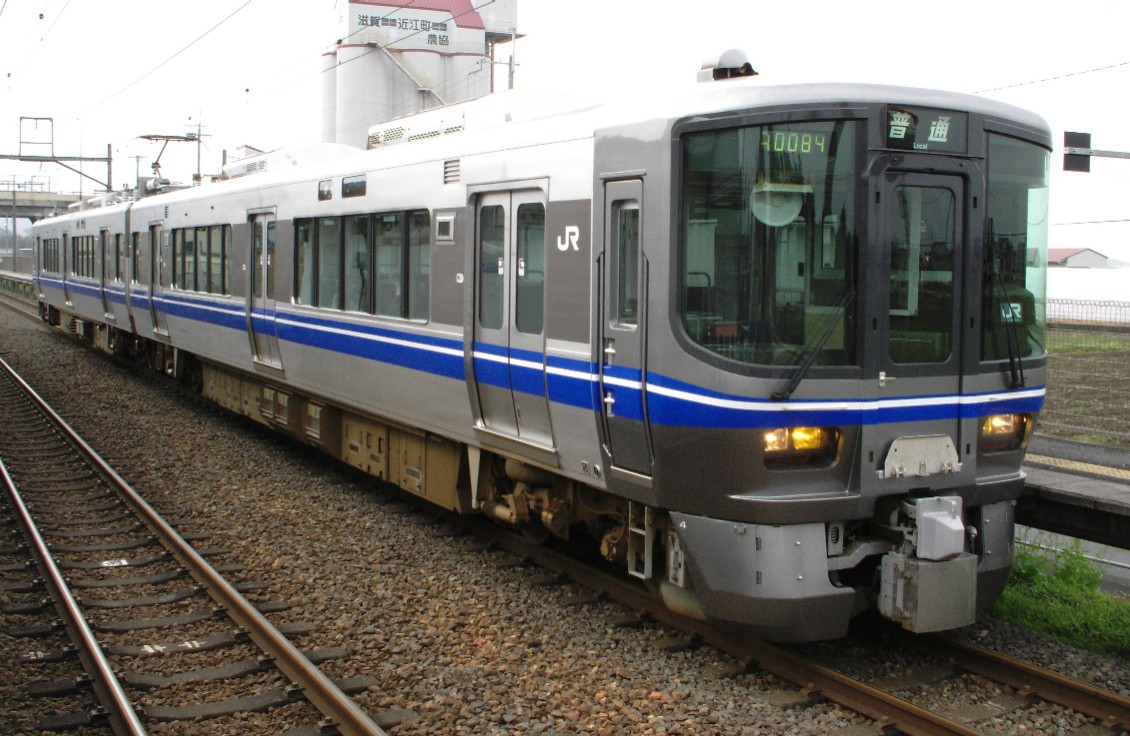
521系

## 車站列表
以下為琵琶湖線各站的營業距離、停靠列車、接續路線的列表。廢站、廢除信號場參見「東海道本線#廢站」。
- 站名
  - 為特定都區市內制度下京都市內車站
  - 标记“#”的车站为可供列车待避的车站
- 停車站
  - 普通：停靠所有车站（表中省略）
    - 米原方向開抵的列車的一部分作為快速直通至JR京都線，在京都站或高槻站之后会变为快速列车。

  - 新快速：●停靠、｜通過
  - 特急、急行：參見各列車條目。然而寢台特急在琵琶湖線內不停靠車站
- 接續路線：站名若有不同則以⇒顯示站名。
- 車站編號自2018年3月起引入[17]，车站编号自北陆本线开始排号。

| 正式路線名稱 | 車站編號   | 中文站名 | 日文站名 | 英文站名 | 站間營業距離 | 累計營業距離 | 累計營業距離 | 新快速 | 接續路線、備註                                                             | 軌道   | 所在地        | 所在地 |
| 正式路線名稱 | 車站編號   | 中文站名 | 日文站名 | 英文站名 | 站間營業距離 | 米原起計     | 東京起計     | 新快速 | 接續路線、備註                                                             | 軌道   | 所在地        | 所在地 |
| ------------ | ---------- | -------- | -------- | -------- | ------------ | ------------ | ------------ | --- | -------------------------------------------------------------------------- | ------ | ------------- | ------ |
| 北陸本線     | JR-A09     | 長濱#    |          |          | -            | 7.7          | -            | ● | 西日本旅客鐵道： 北陸本線〈近江鹽津、敦賀方向〉                            | 複線   | 滋賀縣        | 長濱市 |
| 北陸本線     | JR-A10     | 田村     |          |          | 3.0          | 4.7          | -            | ● |                                                                            | 複線   | 滋賀縣        | 長濱市 |
| 北陸本線     | JR-A11     | 坂田     |          |          | 2.3          | 2.4          | -            | ● |                                                                            | 複線   | 滋賀縣        | 米原市 |
| 北陸本線     | JR-A12     | 米原#    |          |          | 2.4          | 0.0          | 445.9        | ● | 東海旅客鐵道： 東海道新幹線、 東海道本線〈大垣方向，CA83〉 近江鐵道：■本線 | 複線   | 滋賀縣        | 米原市 |
| 東海道本線   | JR-A12     | 米原#    |          |          | 2.4          | 0.0          | 445.9        | ● | 東海旅客鐵道： 東海道新幹線、 東海道本線〈大垣方向，CA83〉 近江鐵道：■本線 | 複線   | 滋賀縣        | 米原市 |
|              | 米原操車場 |          | /        | 1.1      | 1.1          | 447.0        | ｜           | ※被視為米原站構內 |                                                                            | 複線   | 滋賀縣        | 米原市 |
| JR-A13       | 彥根#      |          |          | 4.9      | 6.0          | 451.9        | ●            | 近江鐵道：■本線 | 彥根市                                                                     | 複線   | 滋賀縣        |        |
| JR-A14       | 南彥根     |          |          | 3.3      | 9.3          | 455.2        | ｜           | | 彥根市                                                                     | 複線   | 滋賀縣        |        |
| JR-A15       | 河瀨#      |          |          | 3.1      | 12.4         | 458.3        | ｜           | | 彥根市                                                                     | 複線   | 滋賀縣        |        |
| JR-A16       | 稻枝       |          |          | 3.7      | 16.1         | 462.0        | ｜           | | 彥根市                                                                     | 複線   | 滋賀縣        |        |
| JR-A17       | 能登川#    |          |          | 3.7      | 19.8         | 465.7        | ●            | | 東近江市                                                                   | 複線   | 滋賀縣        |        |
| JR-A18       | 安土       |          |          | 5.1      | 24.9         | 470.8        | ｜           | | 近江八幡市                                                                 | 複線   | 滋賀縣        |        |
| JR-A19       | 近江八幡#  |          |          | 3.5      | 28.4         | 474.3        | ●            | 近江鐵道：■八日市線 | 近江八幡市                                                                 | 複線   | 滋賀縣        |        |
| JR-A20       | 篠原       |          |          | 4.0      | 32.4         | 478.3        | ｜           | | 近江八幡市                                                                 | 複線   | 滋賀縣        |        |
| JR-A21       | 野洲#      |          |          | 5.6      | 38.0         | 483.9        | ●            | | 野洲市                                                                     | 複線   | 滋賀縣        |        |
| JR-A22       | 守山       |          |          | 3.1      | 41.1         | 487.0        | ●            | | 守山市                                                                     | 複線   | 滋賀縣        |        |
| JR-A23       | 栗東       |          |          | 2.1      | 43.2         | 489.1        | ｜           | | 栗東市                                                                     | 複線   | 滋賀縣        |        |
| JR-A24       | 草津       |          |          | 2.3      | 45.5         | 491.4        | ●            | 西日本旅客鐵道： 草津線 | 方向別複複線                                                               | 草津市 | 滋賀縣        |        |
| JR-A25       | 南草津     |          |          | 2.5      | 48.0         | 493.9        | ●            | | 方向別複複線                                                               | 草津市 | 滋賀縣        |        |
| JR-A26       | 瀨田       |          |          | 2.7      | 50.7         | 496.6        | ｜           | | 方向別複複線                                                               | 大津市 | 滋賀縣        |        |
| JR-A27       | 石山       |          |          | 2.5      | 53.2         | 499.1        | ●            | 京阪電氣鐵道： ■ 石山坂本線（大津線） ⇒京阪石山（OT03）                                                                                           | 方向別複複線                                                               | 大津市 | 滋賀縣        |        |
| JR-A28       | 膳所       |          |          | 2.8      | 56.0         | 501.9        | ｜           | 京阪電氣鐵道： ■ 石山坂本線（大津線） ⇒京阪膳所（OT09）                                                                                           | 方向別複複線                                                               | 大津市 | 滋賀縣        |        |
| JR-A29       | 大津       |          |          | 1.7      | 57.7         | 503.6        | ●            | | 方向別複複線                                                               | 大津市 | 滋賀縣        |        |
| JR-A30       | 山科       |          |          | 4.5      | 62.2         | 508.1        | ●            | 西日本旅客鐵道： 湖西線 京都市營地下鐵： 東西線 京阪電氣鐵道： ■ 京津線（大津線） ⇒京阪山科（OT31）                                               | 方向別複複線                                                               | 京都府 | 京都市 山科區 |        |
| JR-A31       | 京都       |          |          | 5.5      | 67.7         | 513.6        | ●            | 西日本旅客鐵道： 東海道本線（JR京都線）、 山陰本線（嵯峨野線）、 奈良線 東海旅客鐵道： 東海道新幹線 近畿日本鐵道： 京都線 京都市營地下鐵： 烏丸線 | 方向別複複線                                                               | 京都府 | 京都市 下京區 |        |

1. ↑  湖西線的列車在運行形態上所有列車直通至京都站。

### 新車站設置計劃
由於大津市與草津市的人口持續增加，於以下區間設新站的計劃正在檢討當中。
- 瀨田站 - 石山站間[19]
- 山科站 - 京都站間[20]

### 過去的接續路線
- 京都車站：京都市電（京都站前站）
  - 堀川線（日语：京都市電堀川線） - 1961年8月1日廢除
  - 伏見線（日语：京都市電伏見線） - 1970年4月1日廢除
  - 烏丸線（日语：京都市電烏丸線） - 1977年10月1日廢除
  - 河原町線（日语：京都市電河原町線） - 1978年10月1日廢除